# رومن وارتولومئو
رومن وارتولومئو (انگلیسی: Roman Vartolomeu؛ زادهٔ ۹ مهٔ ۱۹۵۰) قایقران کانو اهل رومانی است.